# Villa Süchting

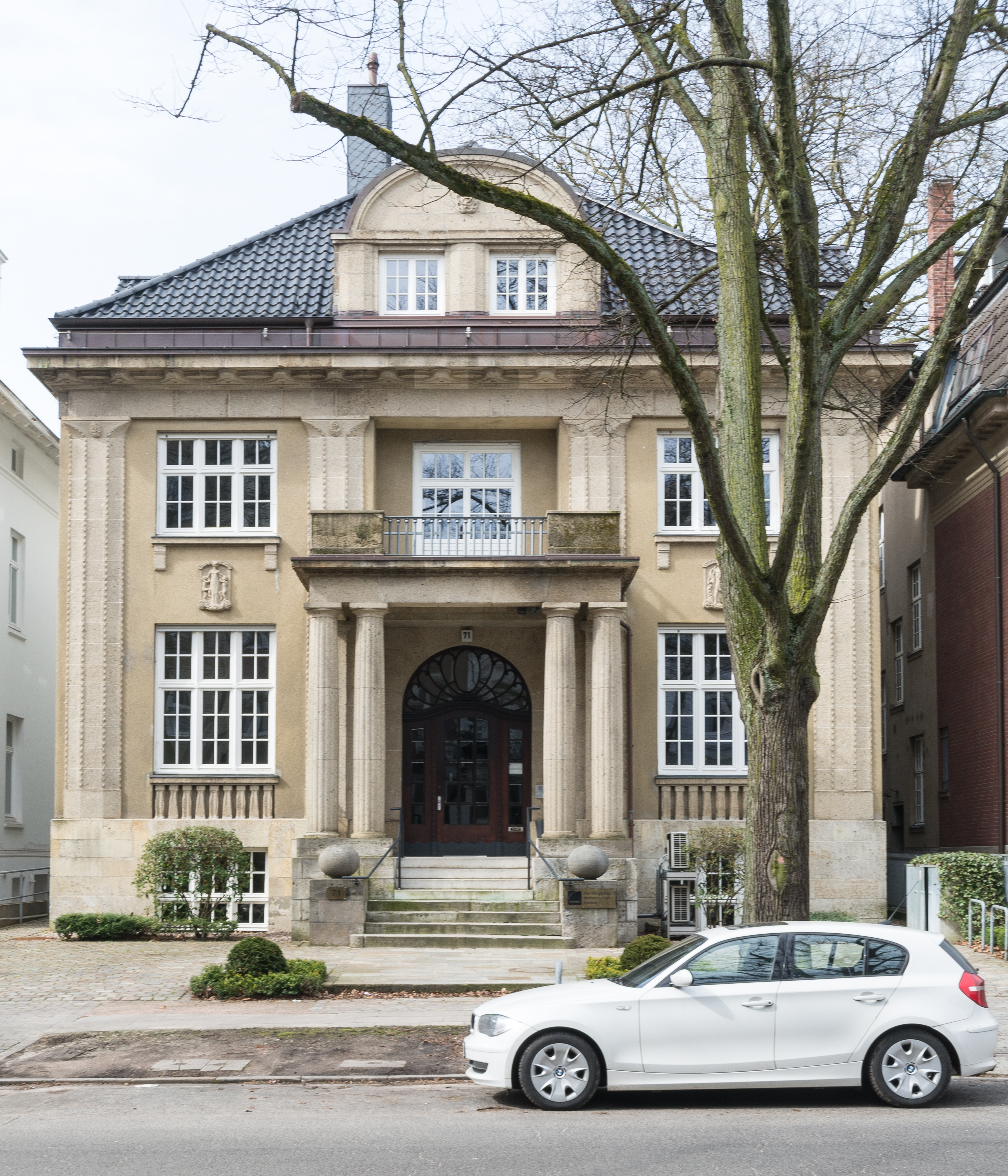
Villa Süchting (2016).

Die Villa Süchting ist eine Stadtvilla mit Garten aus dem Jahr 1911 in Hamburg-Rotherbaum in der Heimhuder Straße 71.

## Geschichte
Die Villa wurde 1910/1911 nach Plänen der Architekten Hermann Distel und August Grubitz für den Holzgroßhändler Gerhard Süchting erbaut. Die Baukosten betrugen 124.500 Mark.

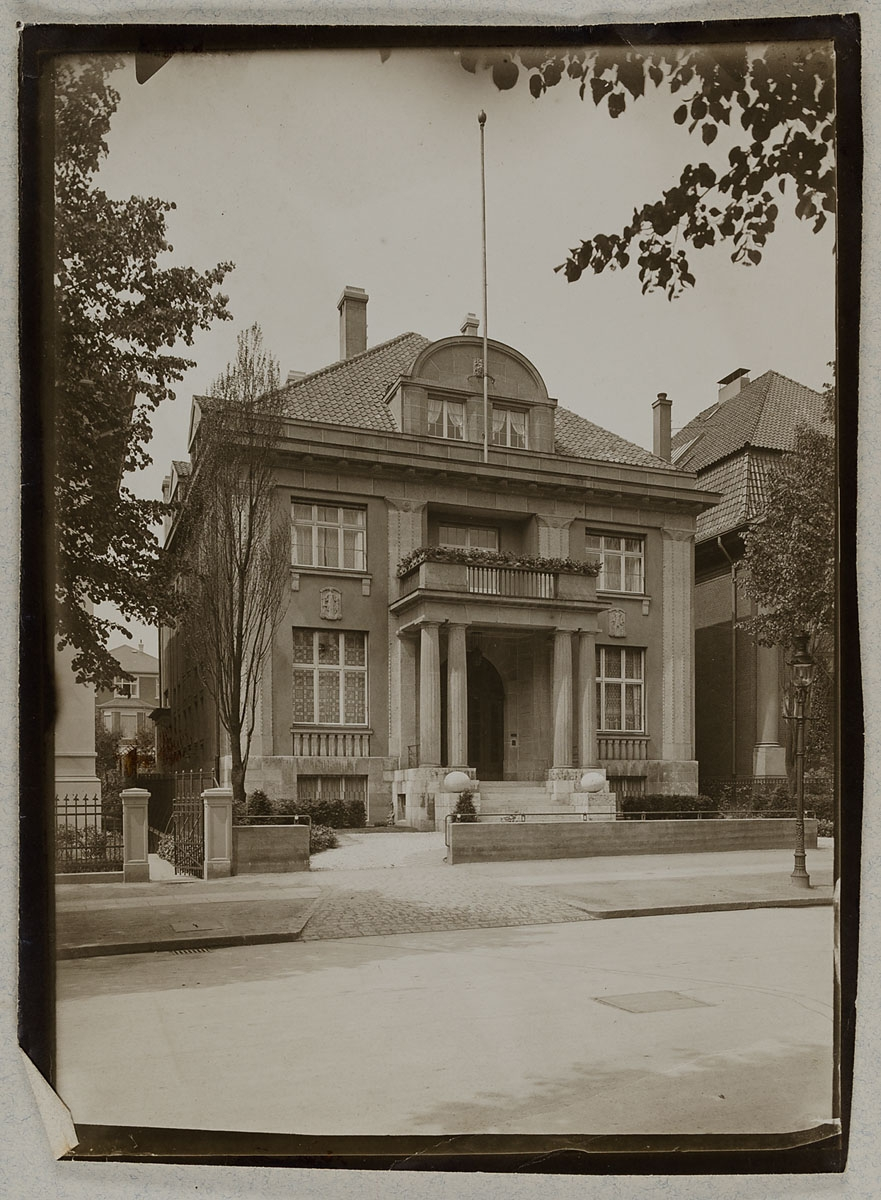
Straßenseite (ca. 1911)
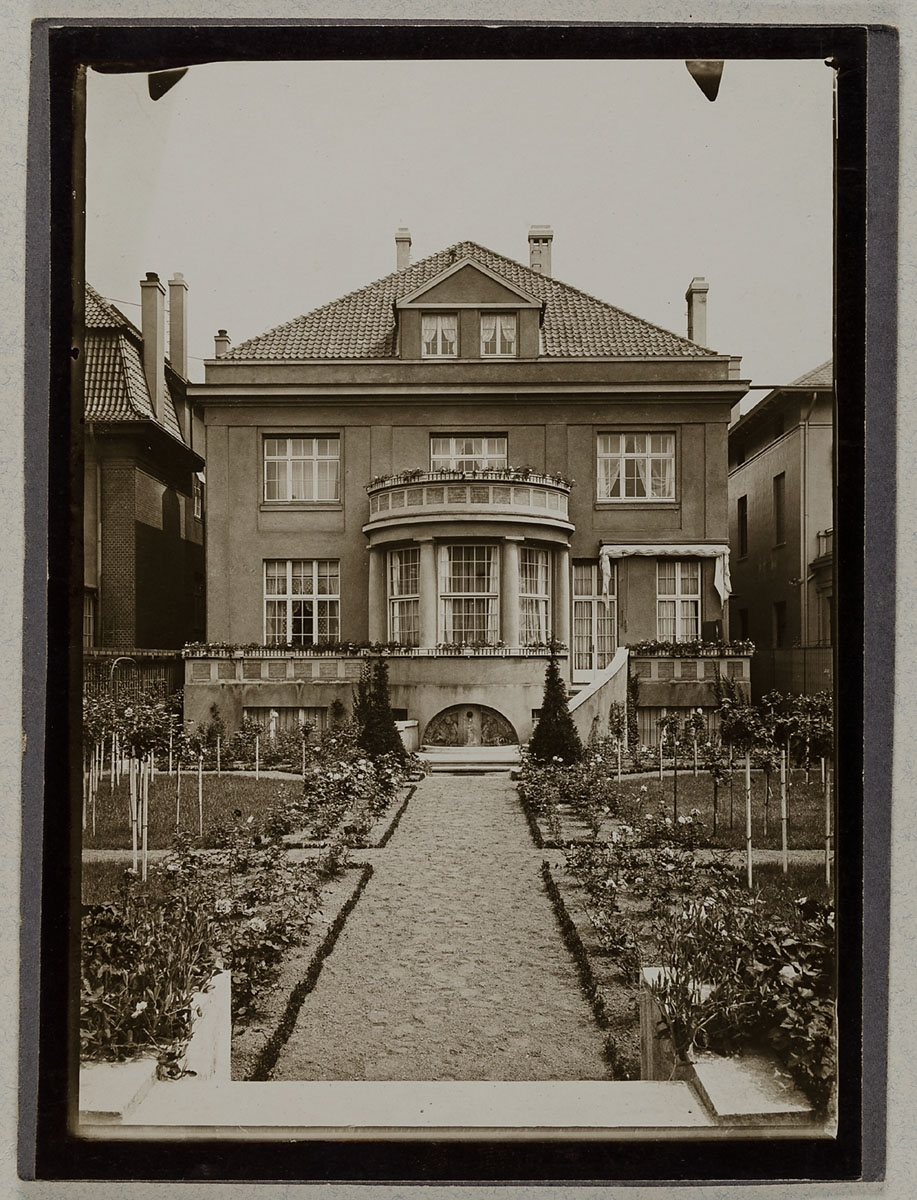
Gartenseite (ca. 1911)
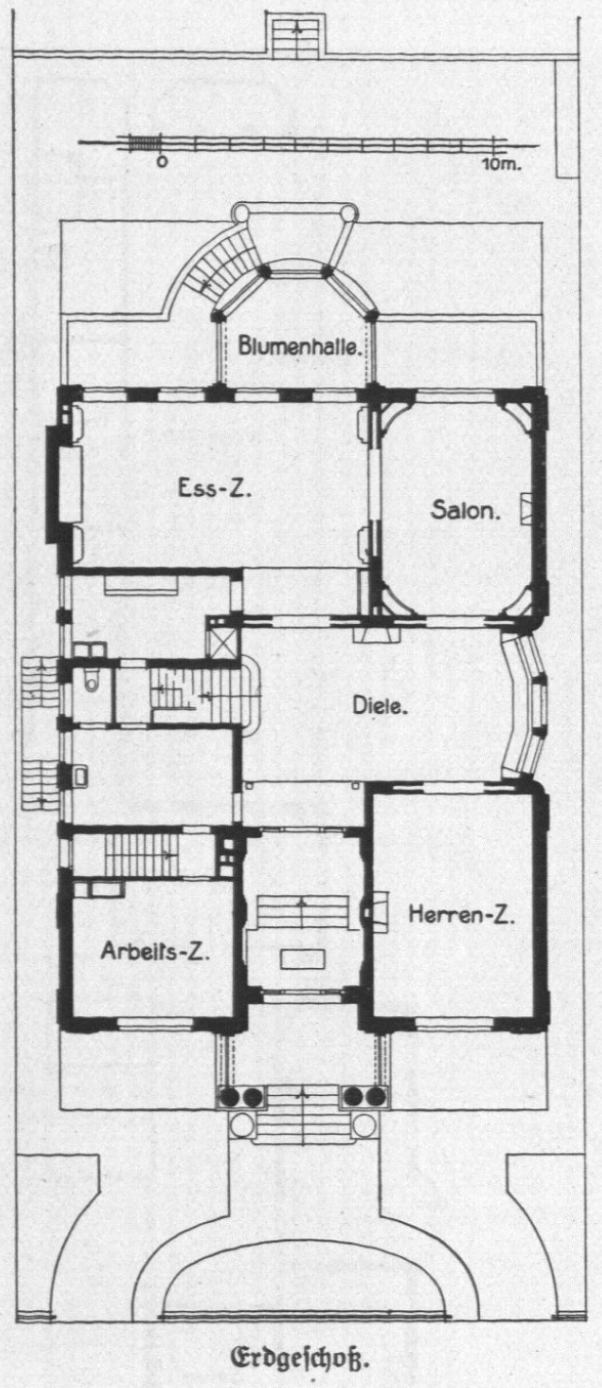
Grundriss Erdgeschoss
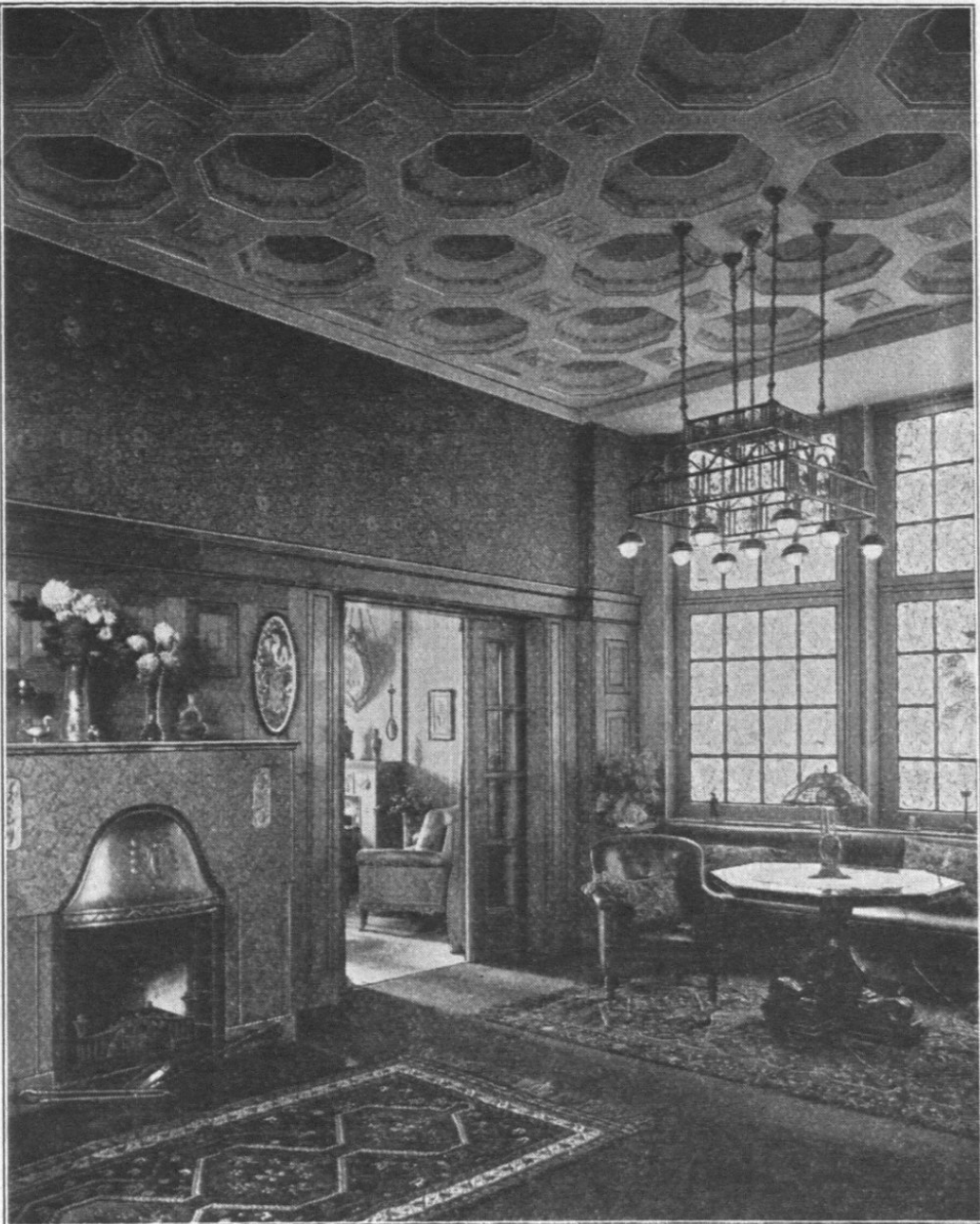
Blick in die Halle (ca. 1913)

In der zweiten Hälfte des zwanzigsten Jahrhunderts befand sie sich im Eigentum der Universität Hamburg und war zuletzt Sitz des Instituts für Seerecht und Seehandelsrecht. Das Esszimmer wurde als Seminarraum eingerichtet. 2001 wies der Denkmalverein Hamburg auf den schlechten Erhaltungszustand des leer stehenden Gebäudes hin. Eine Immobiliengesellschaft erwarb das denkmalgeschützte Gebäude und sanierte es. Ab 2007 befand sich hier das Hamburgische Weltwirtschaftsinstitut; seit 2018 die Büros einer Anwaltskanzlei.

## Beschreibung
Das Gebäude ist eine kompakte Einzelvilla im Stil der Reformarchitektur. Die beiden Hauptfassaden sind mit Rauputz für die Flächen und Muschelkalk für die Gliederungen verkleidet. Die Außenfassade greift teilweise auf traditionelle Formen zurück, insbesondere bei den gekuppelten dorischen Säulen am Eingangsportikus. Neu sind dagegen die pilasterartigen Vorlagen oder das ebenfalls ornamental stilisierte Hauptgesims. Insgesamt erscheint das Gebäude als „um Monumentalität bemüht“, welche der Architekt Hermann Distel später im Entwurf des Standortkommandos auf der Sophienterrasse umsetzte.
Auf dem südlichen Nachbargrundstück steht eine ebenfalls denkmalgeschützte Villa von Martin Haller und Hermann Geißler, nördlich angrenzend stehen die denkmalgeschützten Villen Deussen und Zennig von William und Rudolf Rzekonski aus den Jahren 1909/10.